# 安娜斯塔西娅·格里什娜
安娜斯塔西娅·格里什娜（1996年1月16日—），俄羅斯女子體操運動員，出生於俄羅斯莫斯科。她是2012年倫敦奧運會女子團体亞軍成員之一，2013年歐錦賽女子個人全能季軍。

## 少年组
早在2006年就有网友注意到了格里什娜，她9岁才开始练习体操却表现出过人的天赋，少年组时期的格里什娜是个浑身充满力量的小姑娘。天赋让她在参加的所有少年比赛中都取得过不俗成绩，2010年欧洲少年锦标赛她和科莫娃同获三块金牌，因为有着优秀的舞蹈功底和出色的艺术表现力，格里什娜被亲切地换作“芭蕾宝贝”，她的动作规格也非常高。
在2011年，格里什娜已被确定为俄罗斯备战伦敦奥运会重点选手，位置仅次于穆斯塔芬娜和科莫娃。为在伦敦奧運會好好表现。教练组开始给她全面上难度。不過隨後，格里什娜一直以来就小伤不断，甚至有段时间还缺席了训练。此外，发育问题也出现了。身体的发育和伤病影响了她在备战中训练质量。年底，格里什娜在伤愈后的第一场比赛马赛杯上仍旧状态低迷

## 2012年
随即在2012年1月的伦敦奥运会测试赛上赢得了高低杠冠军。接着，情况变得越来越好，格里什娜不仅恢复了曾经的难度，还有所提升。她在3月的俄罗斯全国锦标赛上所有项目皆获得奖牌——自由体操冠军，跳马和平衡木亚军，个人全能和高低杠季军。尽管是第一年参加成年组比赛，格里什娜所取得的成绩却丝毫不亚于比她年长。随后，俄罗斯宣布已经入选奥运五人阵容的三名选手，格里什娜赫然在列。
难度升级显现出教练组对格里什娜的重视，但是难度上的太快已经超出她的能力了。频繁的换编排也影响了她的动作稳定性，让本来就没有大赛经验的她在比赛时更加紧张。为了锻炼她，教练决定让她在布鲁塞尔欧锦赛上独挑大梁。格里什娜成为队里出场最多的选手，一人比全部四項。在女团决赛，在面对罗马尼亚由新秀约尔达切的加入而实力增强，俄罗斯在平衡木和自由操的技术上问题始终没有解决好，最後更是不误罗马尼亚拿到团体银牌。雖然格里什娜在平衡木超自由操有點小失誤，不過她上了全部四项且没有失误已經很難得。她还进入了三项单项决赛并最终获得高低杠亚军、平衡木第四名和跳马第五名。
俄罗斯队在备战奥运会时的目标肯定是金牌，因此在全队的三号人物格里什娜身上队伍才花了这么大的力量，大上难度。但是难度实在上的太快了，有些超过了选手本身的能力。可以说格里什娜承载了过重的压力。資格賽因為小失誤導致沒能進入個人項目決賽。女團決賽，穆斯塔芬娜和科莫娃高水平地發揮保證了俄羅斯一塊銀牌，不過另外三名隊員卻並沒有發揮好，老將阿法納西耶娃儘管平衡木穩住，但在最後壓軸出場的自由操結束串摔了，新秀帕塞卡在奧運前臨時跳馬上6.5難度，落地卻沒控制好，至於格里什娜，卻在高低杠斷連接，自由操更是出現低級失誤，直接葬送沖擊金牌希望。不過回顧以前俄羅斯女隊同樣的崩潰，俄羅斯女隊也是幸於羅馬尼亞和中國競爭力弱，面對着大熱門美國隊，俄羅斯隊保證了銀牌。三号主力的位置让格里什娜身上背负了太大的压力，再加上难度和身体的问题，让她原来就有些脆弱的心理起了波动，最终铸成大错。

## 2013年
科莫娃在1月底的時候不幸受傷，因此缺席歐錦賽，格里什娜也順理成章擔任二號人物，資格賽中，格里什娜高低杠和平衡木出現重大失誤，不過由於穆斯塔芬娜和阿法納西耶娃在最後兩項都出現，英國選手尤普和俄羅斯選手穆斯塔芬娜分別在平衡木和自由操都讓賽，格里什娜獲得了機會，最終拿到了個人全能和平衡木兩塊銅牌。
格里什娜也因為各種原因面臨着世錦賽能否入選問題，大家都普遍認為她是第一替補，不過7月大運會阿法納西耶娃在跳馬發展第二跳，什至戰勝了該項目奧運銅牌帕塞卡。由於賽制問題，第四人選就會是高低杠和平衡木，格里什娜非常有希望入選。